# Aleksandr Mojsejenko

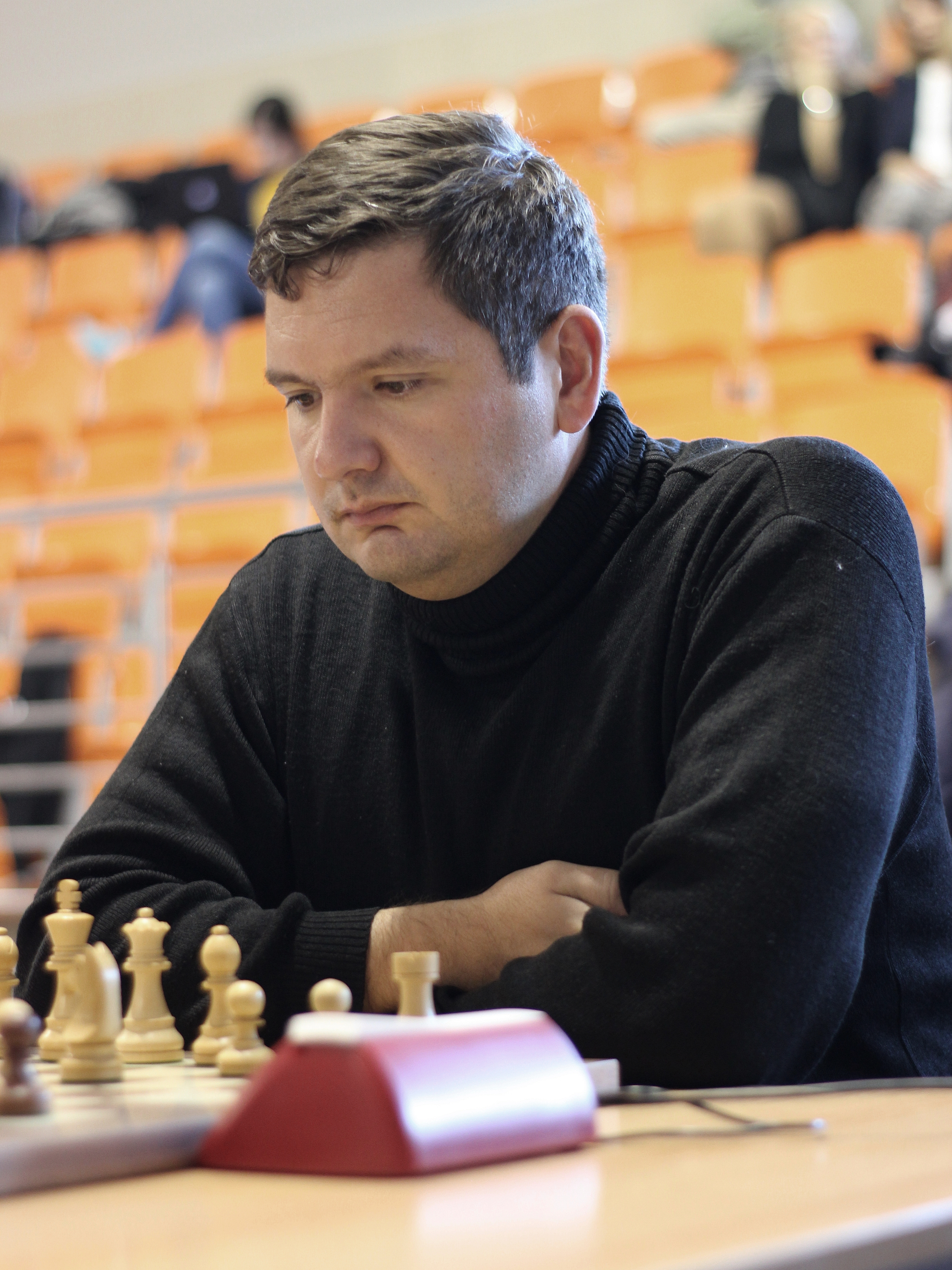
Aleksandr Mojsejenko (2018)

Aleksandr Aleksandrovitsj Mojsejenko (Oekraïens: Олександр Олександрович Моїсеєнко, Russisch: Александр Александрович Моисеенко) (Severomorsk (Rusland), 17 mei 1980) is een Oekraïens schaker. Hij is sinds 2000 een grootmeester (GM). Hij was in 2013 Europees schaakkampioen. In 2004 en 2010 was hij lid van het Oekraïense team dat de Schaakolympiade won.

## Biografie
Hij werd geboren in Severomorsk in een Oekraïens gezin. Toen hij 9 jaar oud was verhuisden ze naar Charkov.
- Mojsejenko won in 1996 in Spanje het wereldkampioenschap voor jeugd tot 16 jaar.
- In 1998 kreeg hij de titel Internationaal Meester (IM).
- In 1998 werd hij in Charkov tweede op het Oekraïens kampioenschap voor junioren, met 7 pt. uit 11. In het Europees schaakkampioenschap voor junioren in 1998, gehouden in Mureck, werd hij gedeeld tweede met 6.5 pt. uit 9.[2]
- In 1999 werd hij gedeeld eerste op het kampioenschap van Oekraïne, gehouden in Alushta. Op het Oekraïense grootmeestertoernooi van 1999, werd hij ongedeeld winnaar met 10 pt. uit 13, waarmee hij een grootmeesternorm behaalde.
- In 1999 werd hij vervolgens gedeeld eerste in Orjol met 8 pt. uit 11 en won hij het Krasnodar Koeban toernooi met 7,5 pt. uit 11, waarmee hij de grootmeestertitel behaalde.
- In 2000 eindigde hij in Charkov tweede op het Oekraïense kampioenschap voor junioren met 7,5 pt. uit 11.[2]
- In 2003 werd hij met 6,5 pt. uit 9 gedeeld 3e-5e op het Guelph International Pro-Am. Ook won hij in dat jaar de Toronto Chess'n Math Association Futurity met 8,5 pt. uit 10 en het Canada open 2003 in Kapuskasing met 8 pt. uit 10.
- In 2003 behaalde Mojsejenko 8,5 pt. uit 13 op het Europees kampioenschap schaken in Istanboel, waarmee hij gedeeld 4e-11e werd. Hiermee kwalificeerde hij zich voor het FIDE Wereldkampioenschap schaken 2004 in Tripoli. Hier versloeg hij in de eerste ronde Sergej Dolmatov met 1,5-0,5. In de tweede ronde versloeg hij in de playoffs Victor Bologan met 2,5-1,5. Zelf werd hij in de derde ronde uitgeschakeld door Vladimir Akopian met 0,5-1,5.
- In 2004, in Kapuskasing, verdedigde hij zijn Canadese kampioenschapstitel en werd gedeeld 1e met Dimitri Tyomkin, met de score 8 pt. uit 10. Het 2004 Guelph International Pro-Am werd door hem gewonnen met 7,5 pt. uit 9. Hij werd gedeeld 2e-3e op het Montreal International 2004, met 7 pt. uit 11.
- Op het kampioenschap van Oekraïne, dat van 23 augustus tot en met 2 september 2004 werd gespeeld, eindigde Mojsejenko op de derde plaats.
- Op het persoonlijk Europees kampioenschap schaken 2005, dat van 18 juni t/m 2 juli 2005 in Warschau werd gespeeld, haalde Mojsejenko negen punten.
- Op het Canada open 2005, in juli 2005 in Edmonton, werd Mojsejenko gedeeld twaalfde, met 7 pt. uit 10.
- In 2006 won hij het Quebec Open in Montreal met 8 pt. uit 9, werd hij met 6,5 pt. uit 9 gedeeld 3e-9e op het Canada open in Kitchener[3] en won hij het Cappelle-la-Grande Open met 7,5 pt. uit 10.[4]
- In 2007 won Mojsejenko de Arctic Chess Challenge in Tromsø 7,5 pt. uit 9, een half punt boven Kjetil A. Lie, Vugar Gashimov en Magnus Carlsen.[5]
- Op het Canada open 2008 in Montreal werd hij gedeeld eerste, met 6,5 pt. uit 9.[6]
- Ook won hij in 2008 het Edmonton International toernooi, met 7 pt. uit 9, boven voormalig kampioen van de Verenigde Staten Alexander Shabalov.[7]
- In 2009 eindigde hij gedeeld eerste met Étienne Bacrot in het Aeroflot Open in Moskou, na de tiebreak was hij tweede.
- In 2013 won hij in Legnica het Europees kampioenschap schaken.
- In 2014 werd hij gedeeld winnaar, met Maxim Matlakov van het Moskou Open toernooi.[8]
- Op de Maccabiah Games van 2017 in Israël won hij een zilveren medaille in de schaaksectie, onder de Duitse schaker Georg Meier.[9]
- In 2019 werd hij gedeeld 2e-3e, met Tal Baron, op het internationale schaakkampioenschap in Netanja.[10]

### Resultaten in schaakteams
Mojsejenko speelde zes keer voor Oekraïne in een Schaakolympiade, vijf keer op het Wereldkampioenschap schaken voor landenteams (2005, 2011, 2013, 2015), en vijf keer op het Europees schaakkampioenschap voor landenteams (2003, 2005, 2007, 2011, 2013), met de volgende resultaten:
Schaakolympiades
- 2002, 35e Schaakolympiade, Bled, 2e reserve, 7 pt. uit 9 (+5 =4 −0)
- 2004, 36e Schaakolympiade, Calvià, bord 4, 5 pt. uit 8 (+3 =4 −1), team goud
- 2006, 37e Schaakolympiade, Turijn, 1e reserve, 4 pt. uit 6 (+4 =0 −2)
- 2010, 39e Schaakolympiade, Chanty-Mansiejsk, reserve, 2,5 pt. uit 4 (+2 =1 -1), team goud
- 2012, 40e Schaakolympiade, Istanboel, reserve, 5 pt. uit 7 (+4 =2 -1), team brons
- 2014, 41e Schaakolympiade, Tromsø, reserve, 7 pt. uit 9 (+5 =4 -0), individueel zilver

Wereldkampioenschap schaken voor landenteams
- 2005, Beër Sjeva, 1e reserve, 1,5 pt. uit 3 (+1 =1 −1)
- 2011, Ningbo, bord 4, 6 pt. uit 8 (+4 =4 −0)
- 2013, Antalya, bord 3, 4 pt. uit 7 (+1 =6 −0)
- 2015, Tsachkadzor, reserve, 4 pt. uit 6 (+2 =4 −0)
- 2017, Chanty-Mansiejsk, bord 4, 5,5 pt. uit 8 (+3 =5 −0)

Europees schaakkampioenschap voor landenteams
- 2003, Plovdiv, bord 2, 5 pt. uit 8 (+3 =4 −1)
- 2005, Gothenburg, bord 3, 6 pt. uit 8 (+5 =2 −1), individueel brons
- 2007, Kreta, bord 4, 1,5 pt. uit 4, (+1 =1 −2)
- 2011, Novi Sad, bord 4, 3,5 pt. uit 7, (+2 =3 −2)
- 2013, Porto Carras, bord 4, 5,5 pt. uit 8, (+4 =3 −1)

## Externe koppelingen
- (en)   Informatie over schaakpartijen van Aleksandr Mojsejenko op ChessGames.com
- (en)   Informatie over schaakpartijen van Aleksandr Mojsejenko op 365chess.com
- (en)  FIDE-ratinggegevens voor Aleksandr Mojsejenko